# Zyprischer Fußballpokal 1961/62
Der Zyprische Fußballpokal 1961/62 war nach zwei Jahren Pause die 20. Austragung des zyprischen Pokalwettbewerbs. Er wurde vom zyprischen Fußballverband ausgetragen. Das Finale fand am 17. Juni 1962 im GSP-Stadion von Nikosia statt.
Pokalsieger wurde Titelverteidiger Anorthosis Famagusta. Das Team setzte sich im Finale gegen Olympiakos Nikosia durch. 
Alle Begegnungen wurden in einem Spiel ausgetragen. Bei unentschiedenem Ausgang wurde das Spiel um zweimal 15 Minuten verlängert. Stand danach kein Sieger fest, folgte ein Wiederholungsspiel auf des Gegners Platz.

## Teilnehmer
| First Division (13)                                                                                                   | First Division (13)                                                                                                 | Second Division (10)                                                                              | Second Division (10)                                                                               |
| --- | --- | ------------------------------------------------------------------------------------------------- | -------------------------------------------------------------------------------------------------- |
| - Alki Larnaka - Anorthosis Famagusta - AEL Limassol - EPA Larnaka - APOEL Nikosia - Apollon Limassol - Aris Limassol | - AYMA Nikosia - Nea Salamis Famagusta - Olympiakos Nikosia - Omonia Nikosia - Orfeas Nikosia - Pezoporikos Larnaka | - Anagennisi Larnaka - AEK Famagusta - Amathus Limassol - APOP Paphos - Ethnikos Asteras Limassol | - Keravnos Strovolou - Gaydzak Nikosia - Othellos Famagusta - Panellinios Limassol - PAEEK Kyrenia |

## 1. Runde
In dieser Runde spielten sieben Vereine der First Division und sieben Vereine der Second Division. 
|                      | Ergebnis  |                      |
| -------------------- | --------- | -------------------- |
| Omonia Nikosia       | 11:20     | Gaydzak Nikosia      |
| Anorthosis Famagusta | 19:00     | AEK Famagusta        |
| Apollon Limassol     | 6:0       | Panellinios Limassol |
| PAEEK Kyrenia        | 0:9       | EPA Larnaka          |
| Amathus Limassol     | 0:3       | Orfeas Nikosia       |
| Pezoporikos Larnaka  | 2:2 n. V. | Aris Limassol        |
| Othellos Famagusta   | 2:3       | Keravnos Strovolou   |

## 2. Runde
Teilnehmer: Die sieben Sieger der 1. Runde, sechs weitere Erstligisten und drei weitere Zweitligisten. 
|                           | Ergebnis  |                     |
| ------------------------- | --------- | ------------------- |
| AEL Limassol              | 1:0       | Amathus Limassol    |
| Anorthosis Famagusta      | 5:1       | Alki Larnaka        |
| Anagennisi Larnaka        | 0:7       | Omonia Nikosia      |
| APOEL Nikosia             | 3:3 n. V. | Orfeas Nikosia      |
| EPA Larnaka               | 11:00     | APOP Paphos         |
| Ethnikos Asteras Limassol | 2:5       | Pezoporikos Larnaka |
| Olympiakos Nikosia        | 7:0       | AYMA Nikosia        |
| Nea Salamis Famagusta     | 5:1       | Keravnos Strovolou  |

### Wiederholungsspiel
|                | Ergebnis |               |
| -------------- | -------- | ------------- |
| Orfeas Nikosia | 2:0      | APOEL Nikosia |

## Viertelfinale
|                      | Ergebnis  |                       |
| -------------------- | --------- | --------------------- |
| Anorthosis Famagusta | 1:0       | Omonia Nikosia        |
| AEL Limassol         | 1:0 n. V. | EPA Larnaka           |
| Pezoporikos Larnaka  | 1:2       | Olympiakos Nikosia    |
| Orfeas Nikosia       | 0:2 n. V. | Nea Salamis Famagusta |

## Halbfinale
|                      | Ergebnis |                       |
| -------------------- | -------- | --------------------- |
| Anorthosis Famagusta | 3:1      | AEL Limassol          |
| Olympiakos Nikosia   | 2:1      | Nea Salamis Famagusta |

## Finale
| Paarung              | Anorthosis Famagusta – Olympiakos Nikosia |
| Ergebnis             | 5:2 (3:1) |
| Datum                | 17. Juni 1962 |
| Stadion              | GSP-Stadion, Nikosia |
| Tore                 | 0:1 Kosmas (12.) 1:1 Antis Konstantinou (31.) 2:1 Panos Siailos (41.) 3:1 Panos Siailos (43.) 4:1 Michales Ioannou „Sialis“ (49.) 5:1 Pampos Charalambous (56.) 5:2 Kostakis Pierides (72.)       |
| Anorthosis Famagusta | Alexandros Papyros – Pampos Charalambous, Michalis Giasemi „Sialis“ – Kostas, Karas, Antis Konstantinou – Michales Ioannou „Siailis“, Mavrikios Asprous, Panos Sialos, Kostakis Kokkinis, Thomas. |
| Olympiakos Nikosia   | Andreas Filotas – Chatzikonstantis, Mavros – Matsoukaris, Phidias, Kosmas – Dimitriadis, Kostakis Pieridis, Efthymiadis, Daskalos, Sotirakis.                                                     |